# Clorgilina
Clorgilina es un inhibidor irreversible y selectivo de la monoamino oxidasa A (MAO-A) usado en investigación. Su estructura química está relacionada con la pargilina.